# Maria Vinagre

Maria Vinagre é uma localidade da freguesia de Rogil, município de Aljezur, distrito de Faro. É atravessada pela Estrada Nacional 120, que liga Grândola a Lagos.
Segundo o censo de 2011 tinha 186 habitantes.